# Aureocramboides apollo
Aureocramboides apollo là một loài bướm đêm trong họ Crambidae.